# Piotr Stokowiec
Piotr Stokowiec (Kielce, 1972. május 25. –) lengyel labdarúgó, edző.

## Pályafutása

### Labdarúgóként
Stokowiec a lengyelországi Kielce városában született. Az ifjúsági pályafutását a helyi Atest Kielce akadémiájánál kezdte.
1991-ben mutatkozott be az Orlęta Kielce felnőtt keretében. 1992 és 2007 között több klubnál szerepelt, játszott például a Korona Kielce, a Polonia Warszawa, a Śląsk Wrocław és a Wigry Suwałki, illetve a dán Akademisk és a norvég Motodden csapatában is.

### Edzőként
Stokowiec 2006-tól a Wigry Suwałki edzője volt. 2011 és 2013 között a Polonia Warszawánál töltött be edzői pozíciókat. 2013-ban az első osztályban szereplő Jagiellonia Białystok vezetőedzője lett. 2014-ben a Zagłębie Lubin szerződtette. 2018-ban a Lechia Gdańskhoz igazolt. A csapattal megszerezte a 2018–19-es lengyel kupát és a 2019-es szuperkupa trófeáját. 2021-ben visszatért a Zagłębie Lubinhoz.

## Sikerei, díjai

### Edzőként
Lechia Gdańsk
- Lengyel Kupa
  - Győztes (1): 2018–19

- Lengyel Szuperkupa
  - Győztes (1): 2019